# Dalila Rodrigues
Maria Dalila Aguiar Rodrigues née le 15 août 1960 à Granja (Penedono) est une historienne de l'art et femme politique portugaise.

## Biographie
Elle fait son doctorat sur l'histoire de l'art à l'université de Coimbra. Elle est depuis 1986, maîtresse de conférences à l'école supérieure d'éducation de l'Institut polytechnique de Viseu et depuis 2012, professeure au collège des arts de l'Université de Coimbra. Elle est directrice de Musée National Grão Vasco (2001-2004), directrice de Musée national d'Art ancien (2004-2007). directrice des communications, du marketing et du développement de Casa da Música (2008), directrice de Casa das Histórias Paula Rego (2008-2009). Membre du comité exécutif du Trienal de Arquitetura de Lisbonne (2010-2024). Directeur de Centre culturel de Belém et de tour de Belém (2019-2024). 
Depuis 2024, elle est ministre de la Culture dans le XXIVe gouvernement constitutionnel portugais.
Elle a écrit beaucoup de livres et d'articles sur l'histoire de l'art, la muséologie et le patrimoine culturel.